# Хилтон, Конрад
Конрад Николсон Хилтон (англ. Conrad Nicholson Hilton; 25 декабря 1887 — 3 января 1979) — американский предприниматель, основатель сети отелей Hilton.

## Ранние годы
Конрад Хилтон родился 25 декабря 1887 года в округе Сокорро штата Нью-Мексико. Он был восьмым ребёнком в семье. Его отец, Август Хилтон, содержал бакалейный магазин.
Конрад получил высшее образование в Горном институте. По профессии он был инженером, но это его вовсе не привлекало. Уже с детства Конрад Хилтон мечтал стать банковским управляющим. Но наступила война.
В 1917 году Конрад ушёл добровольцем в армию. Воевал в Европе в звании второго лейтенанта интендантской службы.
За годы службы погиб его отец.

## Карьера
В июне 1919 года 31-летний Конрад Хилтон приехал в городок Сиско (штат Техас). Переживший недавно банкротство своего первого предприятия (банк продержался менее года) и имевший в кармане $5 тыс. Конрад мечтал создать новый — успешный банк. Хилтон остановился в местной гостинице «Mobley». В этой гостинице его поразила масса толпившихся в вестибюле людей, что буквально дрались за свободные комнаты. Это подтолкнуло его на мысль заняться гостиничным бизнесом. В 1919 году он купил гостиницу «Mobley» на 40 номеров.
В своем отеле Конрад начал с того, что увеличил число спальных мест, дабы дать место каждому из бурлящей в ожидании ночлега толпы. Кроме того, Хилтон разместил вокруг колонн в вестибюле несколько витрин, торгующих всякой мелочью — от газет и журналов до одежных щеток и зубной пасты. Бизнес пошёл. Каждая колонна принесла Хилтону $8 тыс.
Всего через год Хилтон приобрел отель в Форт-Уэрте, затем ещё две гостиницы поменьше.
В 1924 году мистер Хилтон имел 350 номеров и вполне достаточно денег, чтобы «с нуля» построить первый собственный отель.
2 августа 1925 года состоялось торжественное открытие Dallas Hilton — первого отеля, носившим имя основателя. Новый отель имел 325 комнат. К тому времени Хилтон ежегодно открывал в Техасе по отелю. Abilene Hilton в 1927 году, Waco Hilton в 1928 году и  El Paso Hilton в 1930 году. Первый отель за пределами Техаса, построенный Хилтоном, был в 1939 году в Альбукерке, Нью-Мексико. Сегодня он известен как отель Andaluz.
1929 год очередной экономический кризис. Биржевой крах имел страшные последствия: 80 % американского гостиничного бизнеса разорены. Не избежал печальной участи и Конрад Хилтон. Он боролся упорно, в декабре 1931 года лишился прав собственности на свою компанию Hilton Hotels. Крах был полным.
Великая депрессия, сбросившая Хилтона «с седла», помогла ему и подняться. Гостиницы в то время не считались высокодоходным бизнесом. Новые хозяева Hilton Hotels, особо не размышляя предложили купить сеть самому Хилтону. Сначала его поставили управляющим компании с окладом в $18 тыс. в год. Конрад начал постепенно выкупать свои отели. В 1934 году (спустя три года), он вернул три гостиницы и получил новый кредит в $95 тыс. под их залог. Мистер Хилтон постепенно перекупает отели конкурентов и строит свои. Бизнес растет.
К окончанию Второй мировой войны обороты компании Hilton Hotels выросли так, что в 1949 году Конрад смог купить самый фешенебельный отель Нью-Йорка — Waldorf-Astoria, осуществив свою мечту. В том же 1949-м первый «Хилтон», 300-комнатный Caribe Hilton, открылся за пределами США — в Пуэрто-Рико. В 1954 году Конрад «съел» своего главного конкурента в технологическом оснащении гостиниц — сеть Statler Hotels. Сделка обошлась в $111 млн и стала крупнейшей на тот момент в США.
Начало 1960-х годов. Сеть «Хилтон» признана самой «технологичной» сетью отелей. А к концу 1960-х Конрад имел уже около 40 гостиниц в США и столько же за их пределами.
1966 год. 78-летний Конрад Хилтон отошёл от дел, передав бразды правления сыну Баррону Хилтону.
Хилтон получил почетные степени Университета Детройта (1953 ), Университета Де Поля (1954), Бард-колледжа (1955), Adelphi University (1957), Университета Софии в Токио (1963) и Университета Альбукерке (1975).  Автобиография Хилтона «Будь моим гостем» была опубликована в 1958 году издательством Prentice Hall.

## Личная жизнь
В 1925 году Конрад женился на Марии Бэрон (Mary Adelaide Barron). У них родились трое детей: Николсон «Никки» Хилтон-младший (1926—1969), Уильям Баррон Хилтон (1927—2019) и Эрик Майкл Хилтон (1933—2016). В 1934 году они развелись.
В 1942 году Конрад женился на актрисе Жа Жа Габор. У них родился один ребёнок — Франческа Хилтон (1947—2015). Габор написала в своей автобиографии 1991 года «Одной жизни недостаточно», что она забеременела от Хилтона только после того, как он изнасиловал её во время их брака. В 1947 году они развелись. Их дочь Франческа умерла 5 января 2015 года в возрасте 67 лет от инсульта.
В 1976 году Конрад женился на Мэри Фрэнсис Келли.
В 1950 году Хилтон купил дом на 10644 Bellagio Road в Бель-Эйре, Лос-Анджелес и проживал там до самой смерти в 1979 году. Хилтон описал свое очарование этим домом как «... случай любви с первого взгляда ...Я не мог устоять перед ним, одним из самых сказочных домов мира». Он переименовал собственность в Casa Encantada.

## Книги
Конрадом Хилтоном написана книга «Будь моим гостем».